# Tales from the Lush Attic
Tales From The Lush Attic è un album della neo-progressive band britannica IQ, uscito nel 1983. Il disco è stato ristampato nel 2006 dalla Giant Records con l'aggiunta di tracce bonus.

## Tracce
1. The Last Human Gateway – 19:57
2. Through The Corridors – 2:35
3. Awake and Nervous – 7:45
4. My Baby Treats Me Right 'Cos I'm a Hard Lovin' Man All Night Long – 1:45
5. The Enemy Smacks – 13:49
6. Just Changing Hands (bonus track inclusa nella riedizione di Giant Electric Pea) – 5:12

## Formazione
- Paul Cook – percussioni
- Tim Esau – basso elettrico
- Mike Holmes – chitarra
- Peter Nicholls – voce
- Martin Orford – tastiera